# Joseph Henabery
Joseph Henabery (Omaha, 15 gennaio 1888 – Woodland Hills, 18 febbraio 1976) è stato un regista, attore e sceneggiatore statunitense.

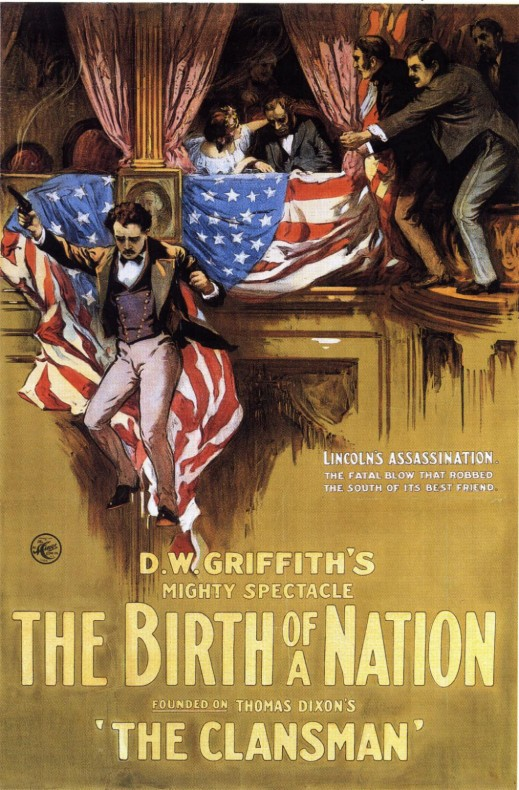
Poster di Nascita di una nazione, dove Henabery interpreta Lincoln

Firmò 6 sceneggiature, interpretò 22 film e ne diresse 196. Nel 1915, in La nascita di una nazione di D.W. Griffith fu assistente alla ricerca, montatore e attore ma anche aiuto regista. L'anno seguente, fu ancora aiuto regista di Griffith in Intolerance: Love's Struggle Throughout the Ages dove fu anche regista della seconda unità a New York. Complessivamente, come aiuto regista appare in sette film.

## Biografia
Nato nel Nebraska nel 1888, Henabery cominciò la sua carriera come attore a 26 anni nel 1914. Nel 1915, riveste i panni di Abraham Lincoln in La nascita di una nazione di Griffith. L'ultimo film che interpreta è Intolerance, sempre di Griffith. Dal 1916 in poi, passa alla regia. Dirige Rodolfo Valentino e Nita Naldi in tre pellicole. A metà degli anni venti, entra in conflitto con Louis B. Mayer della Metro-Goldwyn-Mayer e con Adolph Zukor della Paramount e, da quel momento, è confinato a produzione di serie B, lavorando per alcune compagnie minori. La sua carriera di regista finisce nel 1948: il suo ultimo film è Shades of Gray, un cortometraggio di guerra girato per la U.S. Army Signal Corps.
Muore nel 1976, a Woodland Hills (Los Angeles) all'età di 88 anni.

## Filmografia
Quando manca il nome del regista, questo non viene riportato nei titoli

### Attore
- Her Duty (1914)
- Over the Ledge, regia di Fred Kelsey (1914)
- The Joke on Yellentown, regia di Arthur Mackley – cortometraggio (1914)
- Bobby's Medal (1914)
- One Flight Up (1915)
- La nascita di una nazione (The Birth of a Nation), regia di D.W. Griffith (1915)
- The Green Idol (1915)
- The Black Sheep, regia di Joseph Belmont (1915)
- The Spell of the Poppy, regia di Tod Browning (1915)
- The Huron Converts (1915)
- The Race Love, regia di Arthur Mackley (1915)
- A Mother's Justice, regia di Arthur Mackley – cortometraggio (1915)
- The Ten O'Clock Boat, regia di Arthur Mackley (1915)
- Children of the Sea (1915)
- The Mystic Jewel, regia di Jack Conway (1915)
- Billie's Rescue (1915)
- The Way of a Mother, regia di Jack Conway (1915)
- Providence and the Twins (1915)
- The Little Cupids, regia di Chester M. Franklin e Sidney Franklin (1915)
- Her Oath of Vengeance, regia di Francis J. Grandon (1915)
- The Penitentes, regia di Jack Conway (1915)
- Intolerance: Love's Struggle Throughout the Ages, regia di D.W. Griffith (1916)

### Sceneggiatore
- Il fanciullo del West (The Man from Painted Post), regia di Joseph Henabery (1917)
- Douglas Fairbanks nella luna (Reaching for the Moon), regia di John Emerson (1917)
- Ci penso io! (Mr. Fix-It), regia di Allan Dwan (1918)
- Dite un po' giovinotto! (Say! Young Fellow), regia di Joseph Henabery (1918)
- Douglas l'avventuriero dilettante (The Knickerbocker Buckaroo), regia di Albert Parker (1919)
- Sua Maestà Douglas (His Majesty, the American), regia di Joseph Henabery (1919)

### Aiuto regia
- La nascita di una nazione (The Birth of a Nation), regia di D.W. Griffith (1915)
- Intolerance: Love's Struggle Throughout the Ages, regia di D.W. Griffith (1916)
- Wild and Woolly, regia di John Emerson (1917)
- Down to Earth, regia di John Emerson (1917)
- The Mother and the Law, regia di D.W. Griffith (1919)
- Douglas superstizioso (When the Clouds Roll by), regia di Victor Fleming (1919)
- Un pulcino nella stoppa (The Mollycoddle), regia di Victor Fleming (1920)

### Regista (parziale)
- Children of the Feud (1916)
- Her Official Fathers (1917)
- Il fanciullo del West (The Man from Painted Post) (1917)
- Swat the Kaiser – cortometraggio (1918)
- Dite un po' giovinotto! (Say! Young Fellow) (1918)
- Sua Maestà Douglas (His Majesty, the American) (1919)
- The Inferior Sex (1920)
- Love Madness (1920)
- The Fourteenth Man (1920)
- Fatty e il sesso debole (Life of the Party) (1920)
- Fatty e i suoi milioni (Brewster's Millions) (1921)
- Traveling Salesman (1921)
- Don't Call Me Little Girl (1921)
- Moonlight and Honeysuckle (1921)
- Her Winning Way (1921)
- I cercatori d'oro (The Call of the North) (1921)
- Her Own Money (1922)
- While Satan Sleeps (1922)
- L'isola delle perle (The Man Unconquerable) (1922)
- Missing Millions (1922)
- Making a Man (1922)
- Fra gli artigli della tigre (The Tiger's Claw) (1923)
- Sixty Cents an Hour (1923)
- A Gentleman of Leisure (1923)
- Stephen Steps Out (1923)
- The Stranger (1924)
- The Guilty One (1924)
- Notte nuziale (A Sainted Devil) (1924)
- Tongues of Flame (1924)
- Cobra (1925)
- The Pinch Hitter (1925)
- The Broadway Boob (1926)
- Shipwrecked (1926)
- Meet the Prince (1926)
- Play Safe (1927)
- Arrivederci in prigione (See You in Jail) (1927)
- Preferisco mia moglie (Lonesome Ladies) (1927)
- Sailors' Wives (1928)
- L'ultima tempesta (Hellship Bronson) (1928)
- United States Smith (1928)
- La donna del fiume (The River Woman) (1928)
- Red Hot Speed (1929)
- Clear the Decks (1929)
- The Quitter (1929)
- Light Fingers (1929)
- The Bard of Broadway (1930)
- The Love Trader (1930)
- The Cole Case (1931)
- Follow the Leader (1931)
- Service Stripes (1931)
- Sax Appeal – cortometraggio (1931)
- Gangway – cortometraggio (1931)
- The Symphony Murder Mystery – cortometraggio (1932)
- The Studio Murder Mystery – cortometraggio (1932)
- The Skull Murder Mystery – cortometraggio (1932)
- Murder in the Pullman – cortometraggio (1932)
- The Side Show Mystery – cortometraggio (1932)
- The Crane Poison Case – cortometraggio (1932)
- The Campus Mystery – cortometraggio (1932)
- The Trans-Atlantic Mystery – cortometraggio (1932)
- Here, Prince – cortometraggio (1932)
- Then Came the Yawn (1932)
- Poor Little Rich Boy (1932)
- Love Thy Neighbor (1933)
- Turkey in the Raw (1933)
- The Way of All Freshmen (1933)
- The Double-Crossing of Columbus (1933)
- Hot from Petrograd (1933)
- Barber Shop Blues (1933)
- A Castilian Garden (1933)
- Abe Lyman & Band (1933)
- Along Came Ruth (1933)
- Crashing the Gate (1933)
- That Goes Double (1933)
- Nothing But the Tooth (1933)
- Laughs in the Law (1933)
- The Mild West (1933)
- Eddie Duchin & Orchestra (1933)
- Abe Lyman & Band
- The Stolen Melody (1934)
- Guess Stars
- A Little Girl with Big Ideas (1934)
- The Wrong, Wrong Trail
- Jack Denny & Band
- The Tune Detective
- Big City Fantasy
- Pure Feud
- Vincent Lopez and His Orchestra (1934)
- The Lady in Black (1935)
- An Organ Novelty (1940)
- The Leather Burners (1943)
- Shades of Gray – cortometraggio (1948)